# Tamaki
Tamaki (玉城町?) è una cittadina giapponese della prefettura di Mie.